# Pogonini
De Pogonini zijn een tribus van de loopkeverfamilie (Carabidae). De wetenschappelijke naam is voor het eerst geldig gepubliceerd in 1834 door François Louis Nompar de Caumont de Laporte.

## Geslachten
- Bedeliolus Semenov, 1900
- Cardiaderus Dejean, 1828
- Diodercarus Lutshnik, 1931
- Diplochaetus Chaudoir, 1871
- Ochtozetus Chaudoir, 1871
- Olegius Komarov, 1996
- Pogonistes Chaudoir, 1871
- Pogonopsis Bedel, 1898
- Pogonus Dejean, 1821
- Syrdenoidius Baehr et Hudson, 2001
- Syrdenus Dejean, 1828
- Thalassotrechus Van Dyke, 1918